# Andre Morris
Andre Morris (26 oktober 1972) is een voormalige Amerikaanse sprinter, die gespecialiseerd was in de 400 m. Vanaf 1999 tot 2014 had hij mede het wereldindoorrecord in handen op de 4 x 400 m estafette.

## Loopbaan
Internationaal brak Morris door, toen hij als startloper op de wereldindoorkampioenschappen van 1999 in het Japanse Maebashi op de 4 x 400 m estafette met zijn teamgenoten Dameon Johnson, Deon Minor en Milton Campbell een wereldrecord liep van 3.02,83. Het Poolse team werd tweede in een Europees record van 3.03,01 en het Britse team werd derde met een nationaal record van 3.03,20.

## Titels
- Wereldkampioen 4 x 400 m estafette - 1999

## Persoonlijke records
Outdoor
| Onderdeel | Prestatie | Datum         | Plaats      |
| --------- | --------- | ------------- | ----------- |
| 200 m     | 20,48 s   | 22 mei 1999   | Cedar Falls |
| 400 m     | 45,87 s   | 18 maart 2000 | Pietersburg |

Indoor
| Onderdeel | Prestatie | Datum            | Plaats       |
| --------- | --------- | ---------------- | ------------ |
| 200 m     | 21,10 s   | 12 februari 2000 | Fayetteville |
| 400 m     | 46,39 s   | 27 februari 1999 | Atlanta      |

## Palmares

### 4 x 400 m estafette
- 1999:  WK indoor - 3.02,83 (WR)